# Capitaine général de Catalogne

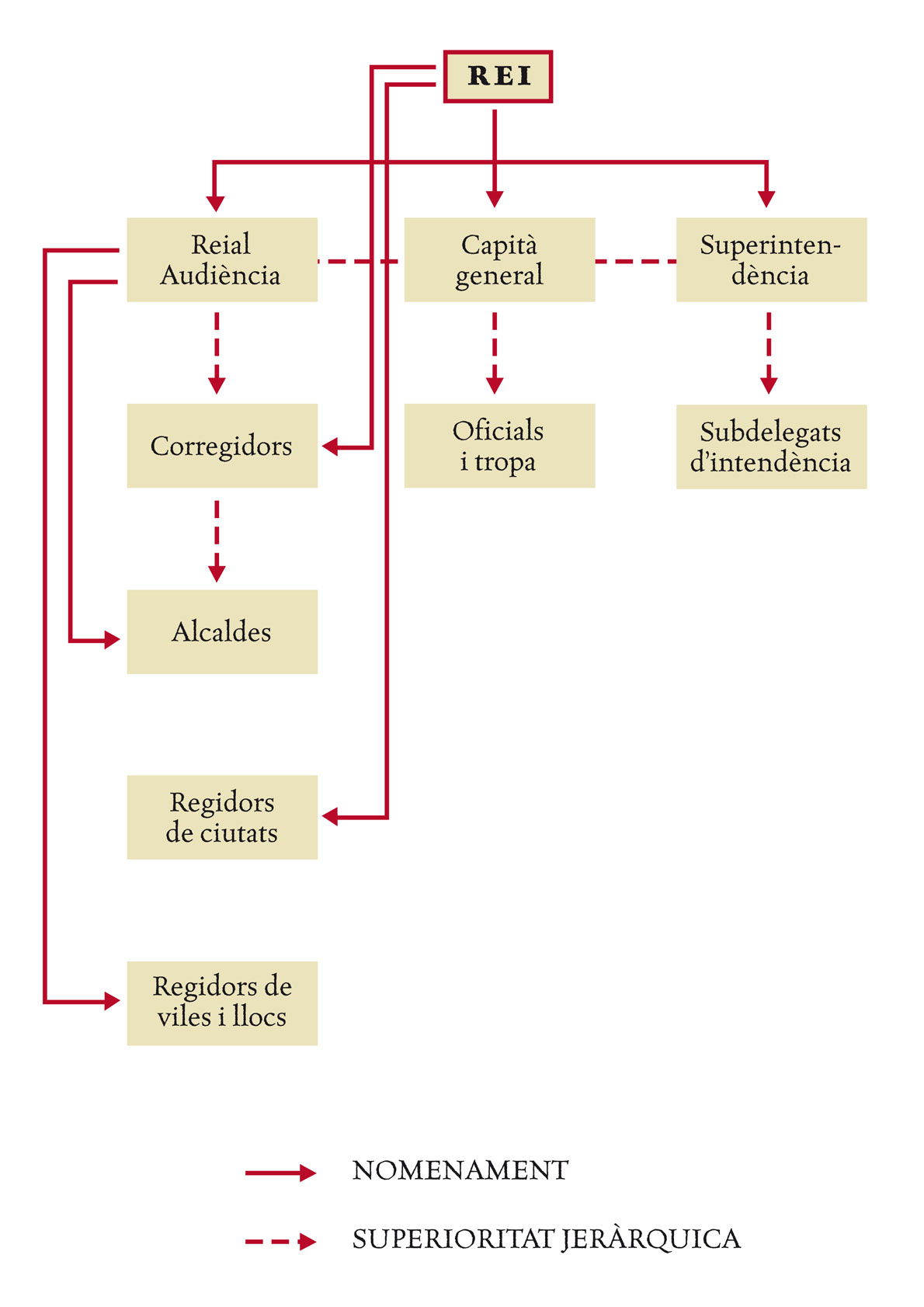
Aperçu du système de gouvernement des Bourbons basé sur trois institutions politiques : la nouvelle Audience royale chargée de faire respecter les nouvelles lois, le Capitaine général qui dirigeait la nombreuse armée qui garantissait l'occupation et le Surintendant qui percevait les lourds impôts imposés aux vaincus. Même les nominations les plus locales dépendaient directement de la monarchie.

La charge de capitaine général de Catalogne (capitán general de Cataluña en espagnol, capità general de Catalunya en catalan) a été créée en par les décrets de Nueva Planta du roi Philippe V d'Espagne pour remplacer celle de vice-roi de Catalogne.

## Titulaires de la charge

### SousPhilippe V
- 1713-1714 Restaino Cantelmo-Stuart
- 1714. Jacques Fitz-James
- 1714-1715. Albert-Helfride-Octave T'Serclaes de Tilly
- 1715-1719. François Pie de Savoie
- 1719. Antonio del Valle (interim)
- 1720. Francesco Caetano de Aragona
- 1720-1722. François Pie de Savoie
- 1722-1725. José Carrillo de Albornoz y Montiel, duc de Montemar
- 1725-1735. Guillaume de Melun
- 1735-1737. Ignace-François de Glimes de Brabant de Campenne
- 1737-1738. Georges-Prosper de Verboom (interim)
- 1738-1742. Ignace-François de Glimes de Brabant de Campenne
- 1742-1746. Jacques de Guzmán y Spínola

### Règne deFerdinand VI
- 1746. Pedro de Vargas y Maldonado
- 1746-1767. Jacques de Guzmán y Spínola

### Règne deCharles III
- 1767. Bernard O'Conner Phaly (interim)
- 1767-1772. Ambrosio Fuentes de Villapando y Abarca de Bolea
- 1772-1773. Bernard O'Conner Phaly (interim)
- 1773-1777. Philippe de Cabannes
- 1777-1784. Francisco González y de Bassecourt
- 1784. Felix O'Neille (interim)
- 1784-1789. Francisco González y de Bassecourt

### Règne deCharles IV
- 1789-1792. Francisco Antonio de Lancy
- 1793-1794. Antonio Ricardos
- 1794. Jerónimo Girón de Moctezuma Ahumada y Salcedo (interim)
- 1794. Luis Fermín de Carvajal
- 1794-1796. José de Urrutia y de las Casas
- 1796. Juan Vicente de Güemes Padilla Horcasitas y Aguayo
- 1797-1799. Agustín de Lancaster y Araciel
- 1799. Antonio Cornell y Ferraz
- 1799-1800. Domingo Izquierdo
- 1800-1801. Pedro Caro y Sureda
- 1801-1802. Francisco de Horcasitas y Colón de Portugal
- 1802-1808. Juan Procopio de Bassecourt y Byas

### Règne deFerdinand VII
- 1808. José Manuel de Ezpeleta
- 1808-1809. Galcerán de Vilalba de Meca i de Llorac

### Règne deJoseph Bonaparte(gouverneurs généraux)
- 1810. Charles Pierre François Augereau
- 1810. Louis Emmanuel Rey (interim)
- 1810-1811. Étienne Jacques Joseph Macdonald
- 1811-1813. Charles Mathieu Isidore Decaen
- 1813-1814. Louis Gabriel Suchet

### Empire français
- 1808. Domingo Traggia
- 1808-1809. Joan Miquel de Vives i Feliu
- 1809. Théodore de Reding de Biberegg
- 1809. Pierre Antoine Anselme Malet (interim)
- 1809. Joaquín Blake y Joyes
- 1809. Francisco Gómez de Terán y Negrete
- 1809. Jaime García-Conde (interim)
- 1810. Enrique José O'Donnell
- 1810. Juan Manuel de Villena
- 1810. Carlos O'Donnell (interim)
- 1810-1811. Miguel Iranzo
- 1811. Luis González-Torres de Navarra y Castro
- 1811-1813. Luis de Lacy y Gautier
- 1813-1814. Francisco de Oliver-Copons y Méndez-Navia

### Règne deFerdinand VII(restauration)
- 1814. Joaquim Ibáñez-Cuevas
- 1814. Francisco Bernaldo de Quirós y Mariño de Lobera
- 1815. Andrés Pérez de Herrasti (interim)
- 1815-1820. Francisco Javier Castaños
- 1820-1822. Pedro Villacampa y Maza de Lizana
- 1822. José María de Santocildes
- 1822. Joaquín Ruiz de Porras
- 1822. Francisco Javier Ferraz y Cornell
- 1822-1823. Francisco Javier de Oms y de Santa Pau
- 1823. Fernando Gómez de Butrón (interim)
- 1823. Antonine Rotten (interim)
- 1823. Francisco Espoz y Mina
- 1823-1824. Joaquim Ibáñez-Cuevas
- 1824-1825. Francisco Bernaldo de Quirós y Mariño de Lobera (interim)
- 1825-1826. Juan Caro y Sureda
- 1826-1827. Francisco Bernaldo de Quirós y Mariño de Lobera
- 1827-1832. Roger Bernard Charles d'Espagnac de Ramefort
- 1832-1835. Manuel Llauder

### Règne d'Isabelle II
- 1835-1836. Francisco Espoz y Mina
- 1836-1836. Juan Aldama e Irábien
- 1837. Francisco Serrano
- 1837-1839. Ramón de Meer y Kindelány
- 1839-1840. Gerónimo Valdés
- 1840-1842. Juan Van Halen
- 1842-1843. Antonio de Seoane (interim)
- 1843. José Cortínez y Espinosa (interim)
- 1843. Miguel Araoz
- 1843. Laureano Sanz y Alfeirán
- 1843-1845. Ramón de Meer
- 1845. Manuel Gutiérrez de la Concha
- 1845. Manuel Bretón del Rio
- 1845-1847. Manuel Pavía y Lacy
- 1847. Manuel Gutiérrez de la Concha
- 1847-1848. Manuel Pavía y Lacy
- 1848. Fernando Fernández de Córdova
- 1848-1849. Manuel Gutiérrez de La Concha
- 1849-1854. Ramón de la Rocha
- 1854-1855. Domingo Dulce y Garay
- 1855-1858. Juan Zapatero y Navas
- 1858-1862. Domingo Dulce y Garay
- 1862-1863. Luis García y Miguel
- 1863-1864. Fernando de Cotoner y Chacón
- 1864-1865. Rafael Mayalde y Villaroya
- 1865. Rafael Echagüe y Bermingham
- 1865-1866. Fernando de Cotoner y Chacón
- 1866-1867. Manuel Gasset y Mercader, futur marquis de Benzú
- 1867-1868. Juan de la Pezuela
- 1868. Manuel Pavía y Lacy
- 1868. Joaquín Bassols y de Marañosa

### Gouvernement provisoire (1868 - 1870)
- 1868-1869. Ramón de Nouviles y de Rafols
- 1869-1872. Eugenio de Gaminde y Lafont

### Règne d'AmédéeIer
- 1872. Manuel de la Sera y Hernández Pinzón
- 1872. Gabriel Baldrich i Palau

### Première république
- 1872-1873. Eugenio Gaminde y Lafont
- 1873. Juan Contreras y San Román
- 1873. José García Velarde
- 1873. Juan Acosta y Muñoz
- 1873. José Antonio Turón y Prats

### Gouvernement provisoire (1873 - 1874)
- 1873-1874. Arsenio Martínez-Campos Antón
- 1874. Rafael Izquierdo Gutiérrez
- 1874. Francisco Serrano y Bedoya
- 1874. José López Domínguez
- 1874. Fernando del Pino y Villamil (interim)

### Règne d'Alphonse XII
- 1874-1876. Arsenio Martínez-Campos Antón
- 1876-1879. Ramón Blanco y Erenas
- 1879-1880. Luís de Prendergast y Gordon
- 1880-1881. Manuel Pavía
- 1881. Luís de Prendergast y Gordon
- 1881-1883. Ramón Blanco y Erenas
- 1883-1886. José Luis Riquelme y Gómez

### Règne d'Alphonse XIII
- 1886. Joaquín Sánchez del Castillo
- 1886-1890. Ramón Blanco y Erenas
- 1890. Arsenio Martínez-Campos Antón
- 1890-1893. Ramón Blanco y Erenas
- 1893. Arsenio Martínez-Campos Antón
- 1893-1896. Valeriano Weyler
- 1896-1899. Eulogio Despujol y Dusay
- 1899-1901. Manuel Delgado y Zuleta
- 1901-1902. Enrique Bargés y Pombo
- 1903-1905. Manuel Delgado y Zuleta
- 1905-1906. Vicente de Martítegui y Pérez de Santamaría
- 1906-1909. Arsenio Linares y Pombo
- 1909. Luis de Santiago y Manescau
- 1909-1914. Valeriano Weyler
- 1914-1915. César del Villar y Villate
- 1915-1917. Felipe Alfau y Mendoza
- 1917. José Marina y Vega
- 1917-1918. José Barraquer y Roviralta
- 1918. Ramón García y Menacho
- 1918-1920. Joaquim Milans del Bosch i Carrió
- 1920. Valeriano Weyler
- 1920-1921. Carlos Palanca y Cañas
- 1921-1922. José de Olarguer-Feliu y Ramírez
- 1922-1924. Miguel Primo de Rivera
- 1924-1930. Emilio Barrera Luyando
- 1930. Charles de Bourbon-Siciles
- 1930-1931. Ignacio Despujol y de Sabater

### Seconde République
- 1931. Eduardo López Ochoa
- 1931-1935. Domingo Batet
- 1935-1936. Francisco Llano de la Encomienda

### Gouvernement deFrancisco Franco
- 1939. Eliseo Alvarez-Arenas y Romero
- 1939-1941. Luis Orgaz Yoldi
- 1941-1942. Alfredo Kindelán
- 1943-1945. José Moscardó
- 1945-1949. José Solchaga
- 1949-1957. Juan Bautista Sánchez
- 1957-1962. Pablo Martín Alonso
- 1962-1965. Luis de Lamo y Peris
- 1965-1967. José Luis de Montesino-Espartero y Averly
- 1967-1971. Alfonso Pérez-Viñeta
- 1971-1972. Joaquín Nogueras y Márquez
- 1973-1976. Salvador Bañuls y Navarro

### Monarchie parlementaire
- 1976-1978. Francisco Coloma Gallegos
- 1978-1979. Antonio Ibáñez Freire
- 1979-1980. Luis Otero Saavedra
- 1980-1981. Antonio Pascual Galmes
- 1981-1982. Ricardo Arozarena Girón
- 1982-1983. José Antonio Sáez de Santa María
- 1983-1984. Luis Sáez Larumbe
- 1984-1986. Fernando Rodrígez Ventosa
- 1986-1987. Baldomero Hernández Carreras

#### Chefs de la région militaire des Pyrénées
- 1987-1990. José Luis Carrasco Lanzós
- 1991-1993. Ricardo Marzo Mediano
- 1993-1997. Antonio Martínez Teixidó
- 1997-1999. Victor Suanzes Pardo
- 1999-2000. Rafael de Valenzuela Teresa
- 2000-2003. Luis Alejandre Sintes

#### Inspecteurs généraux de l'armée de terre
- 2003-2006. Francisco Boyero Delgado[1]
- 2006-2010. Fernando Torres González
- Depuis 2010 : José Manuel Muñoz Muñoz